# Sarmede
Sarmede là một đô thị ở tỉnh Treviso trong vùng Veneto, có cự ly khoảng 60 km về phía bắc của Venice và khoảng 35 km về phía đông bắc của Treviso. Tại thời điểm ngày 31 tháng 12 năm 2004, đô thị này có dân số 3.087 người và diện tích là 17,9 km².
Sarmede giáp các đô thị: Caneva, Cappella Maggiore, Cordignano, Fregona.